# احتجاجات 2022 في سريلانكا
احتجاجات 2022 في سريلانكا هي سلسلة من الاحتجاجات قامت بها الأحزاب السياسية المعارضة والعديد من المتظاهرين غير الحزبيين ضد حكومة الرئيس جوتابايا راجاباكسا، المتهمة بسوء إدارة الاقتصاد وإحداث أزمة اقتصادية أدت إلى تضخم حاد، وانقطاعات يومية للتيار الكهربائي، ونقص في الوقود والعناصر الأساسية. طالب المتظاهرون باستقالة الحكومة التي تديرها عائلة راجاباكسا على الفور. كان معظم المتظاهرين غير متحالفين مع أي حزب سياسي، وأعرب البعض عن استيائهم من المعارضة السياسية.
استهدف المتظاهرون أعضاء من عائلة راجاباكسا وسياسيين حكوميين. استخدمت الحكومة أساليب سلطوية مثل فرض حالة الطوارئ التي تسمح للجيش باعتقال المدنيين وفرض حظر التجول وتقييد وسائل التواصل الاجتماعي مثل فيسبوك وتويتر وواتساب وإنستغرام وفايبر ويوتيوب، والاعتداء على المتظاهرين والصحفيين، واعتقال نشطاء الإنترنت. أدت الإجراءات التي اتخذتها الحكومة إلى تدني شعبية الحكومة وبدأ الشتات السريلانكي في مظاهرات ضد قمع حقوق الإنسان الأساسية. كما أدى منع وسائل التواصل الاجتماعي إلى نتائج عكسية حيث تسبب استخدام السريلانكيين المكثف للشبكة الافتراضية VPN في ظهور وسوم مثل #GoHomeRajapaksas و#GoHomeGota في دول مثل الولايات المتحدة وسنغافورة وألمانيا، وقد رُفع الحظر في نفس اليوم. علاوة على ذلك، أدانت لجنة حقوق الإنسان في سريلانكا الإجراءات التي اتخذتها الحكومة واستدعت المسؤولين عن منع المتظاهرين وإساءة معاملتهم.
في 3 أبريل 2022، استقال جميع أعضاء حكومة جوتابايا راجاباكسا الثانية بشكل جماعي وعددهم 26، باستثناء رئيس الوزراء ماهيندا راجاباكشا، قال النقاد إن الاستقالة لم تكن صحيحة لأنهم لم يتبعوا الطريقة الدستورية. وأعيد عدد من الوزراء «المستقيلين» إلى مناصبهم في وزارات مختلفة في اليوم التالي. أصر المسؤول الحكومي جونستون فرناندو على أن الرئيس جوتابايا راجاباكسا لن يستقيل تحت أي ظرف من الظروف. ومع ذلك، فقد أدت الاحتجاجات إلى إقصاء المسؤولين والوزراء بمن فيهم أفراد من عائلة راجاباكسا وشركائهم المقربين إلى جانب تعيين المزيد من المسؤولين المؤهلين والمخضرمين وإنشاء المجموعة الاستشارية المعنية بالمشاركة متعددة الأطراف واستدامة الديون.
في 9 يوليو 2022، اقتحم المتظاهرون منزل الرئيس في كولومبو، مما تسبب في فرار راجاباكسا وإعلان رئيس الوزراء رانيل ويكريمسينغ عن استعداده للاستقالة.

## خلفية

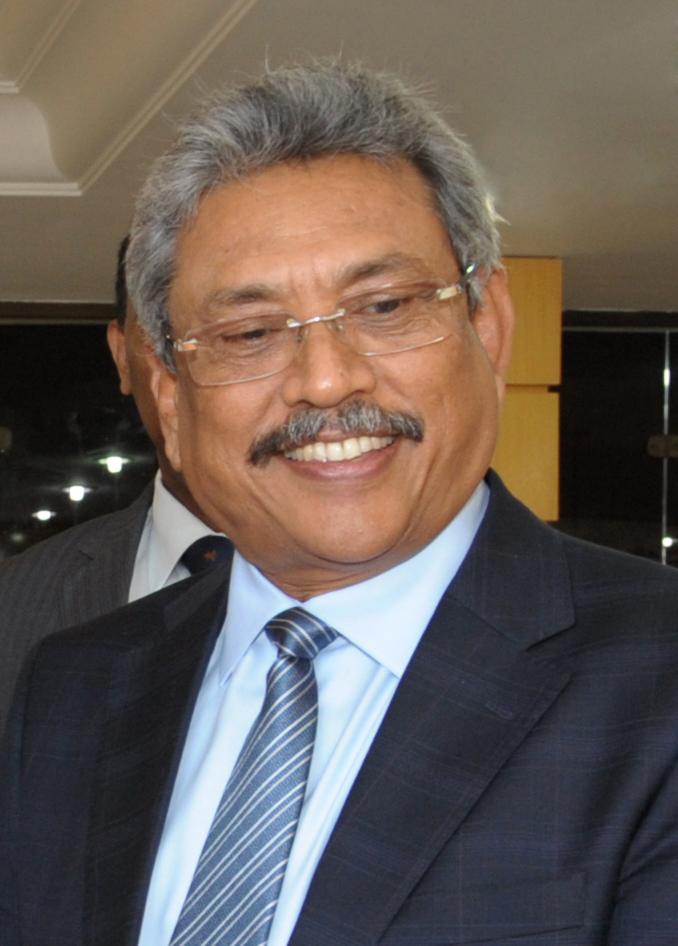
رئيس سريلانكا غوتابايا راجاباكسا

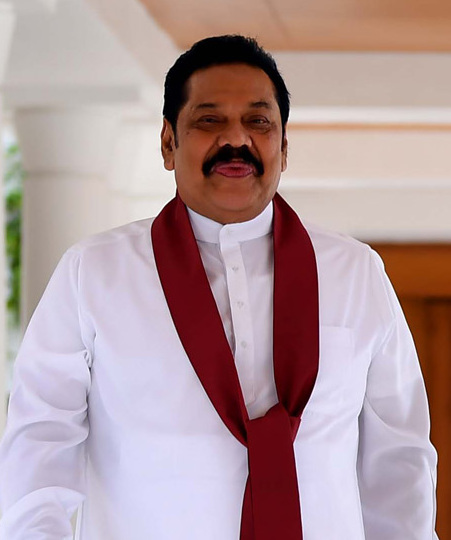
رئيس الوزراء السريلانكي ماهيندا راجاباكسا

منذ عام 2010، شهدت سريلانكا ارتفاعًا حادًا في الدين الخارجي، حيث وصل إلى 88٪ من الناتج المحلي الإجمالي في عام 2019. ومع ظهور وباء فيروس كورونا الذي تسبب في الركود العالمي فقد أدى ذلك إلى تسريع الأزمة وبحلول عام 2021، ارتفع الدين الخارجي إلى 101٪ من الناتج المحلي الإجمالي للدولة، وتسبب في أزمة اقتصادية. ارتكبت حكومة سريلانكا الحالية في عهد الرئيس جوتابايا راجاباكسا أخطاء سياسية متتالية مستمرة مما أدى إلى أزمة اقتصادية ضخمة حادة لسريلانكا. وشملت هذه التخفيضات الضريبية الكبيرة التي أثرت على الإيرادات الحكومية والسياسات المالية مما تسبب في ارتفاع عجز الميزانية من 5 ٪ في عام 2020 إلى 15 ٪ في عام 2022. ولتغطية الإنفاق الحكومي، بدأ البنك المركزي في طباعة النقود بمبالغ قياسية، متجاهلاً نصيحة صندوق النقد الدولي بالتوقف عن طباعة النقود وبدلاً من ذلك رفع أسعار الفائدة ورفع الضرائب مع خفض الإنفاق، بالإضافة إلى تحذير آخر من صندوق النقد الدولي أن استمرار طباعة النقود سيؤدي إلى انهيار اقتصادي. وفي أبريل 2021، أعلن الرئيس جوتابايا راجاباكسا أن سريلانكا لن تسمح إلا بالزراعة العضوية التي تحظر تمامًا الأسمدة القائمة على الكيماويات الزراعية. أدى الانخفاض في إنتاج الشاي نتيجة حظر الأسمدة وحده إلى خسائر اقتصادية بلغت حوالي 425 مليون دولار وخلق انخفاضًا بنسبة 20 ٪ في إنتاج الأرز خلال الأشهر الستة الأولى وحدها مما أدى إلى عكس الاكتفاء الذاتي الذي جرى تحقيقه سابقًا في إنتاج الأرز واضطرت البلاد إلى الاستيراد بتكلفة 450 مليون دولار.
ومع وجود الأخوين باسل راجاباكسا في منصب وزير المالية وماهيندا راجاباكسا في منصب رئيس الوزراء، تعمق الشعور بالمحاباة والمحسوبية وسوء الإدارة بين النُقاد. بينما اتُهم أفراد من عائلة راجاباكسا بالفساد محليًا، فشلت السلطات المحلية في إثبات هذه الاتهامات. في عام 2021، أصدر الاتحاد الدولي للصحفيين الاستقصائيين (ICIJ) أوراق باندورا التي ورد فيها أن نيروباما راجاباكسا قد استخدمت شركات وهمية وصناديق ائتمانية في الولايات القضائية الخارجية لإخفاء ثرواتها سرًا خارج البلاد. وفي عام 2022، عندما بدأت الاحتجاجات تتزايد في سريلانكا أقر جاليا شيتران ويكراماسوريا -ابن عم الأخوين راجاباكسا- بالذنب أمام المحكمة الجزئية الأمريكية بتهمة الاحتيال بمبلغ 332027 دولارًا من الحكومة السريلانكية أثناء شراء مبنى سفارة جديد في عام 2013. بدأ مؤيدو الحكومة وحلفاؤها أيضًا في إلقاء اللوم على باسل راجاباكسا في الأزمة الاقتصادية الذي اشتهر بكونه «السيد عشرة بالمائة» بسبب عمولته المزعومة من العقود الحكومية، وأعلن أوديا جامانبيلا، زعيم Pivithuru Hela Urumaya المتحالف مع الحكومة، أنه ليس لديهم نية لإعادة انتخاب راجاباكسا، واصفا ذلك بأنه نهاية المحسوبية التي ابتليت بها السياسة السريلانكية.

## التسلسل الزمني للأحداث

### مارس
في 16 مارس 2022، قام عشرات الآلاف من أنصار حزب المعارضة، Samagi Jana Balawegaya (SJB) بقيادة Sajith Premadasa، باحتجاجات أمام مكتب الرئيس للمطالبة باستقالة الرئيس من منصبه. وفي 30 مارس، عندما وصل نامال راجاباكسا لحضور حفل افتتاح ملعب رياضي في Bandarawela، قام السكان المحليون الغاضبون بإغلاق الطريق، مما اضطر راجاباكسا للعودة وقام رئيس البلدية بافتتاح الملعب.
يوم الخميس، 31 مارس 2022، نظم مئات المتظاهرين مظاهرة في طريق بانجيريوات، ميريهانا، حيث يقع مقر إقامة الرئيس جوتابايا راجاباكسا. واقتحم المئات من قادة مواقع التواصل الاجتماعي منزل الرئيس، مساء الخميس، مطالبين باستقالته. كانت المظاهرة في البداية عفوية وسلمية إلى أن هاجمت الشرطة المتظاهرين بالغاز المسيل للدموع وخراطيم المياه، فأضرم المتظاهرون النار في حافلتين عسكريتين وجيب شرطة، وألقوا الحجارة على الضباط وسدوا الطريق السريع الرئيسي في كولومبو بحرق الإطارات. وفُرض حظر التجوال في مساء الخميس، ثم رُفع صباح الجمعة، لكن تواجد أفراد الشرطة والجيش زاد في المدينة. استخدمت قوات الأمن الغاز المسيل للدموع وخراطيم المياه لتفريق الحشود. وأصيب قرابة 50 شخصا، بينهم بعض الصحفيين، ونقلوا إلى المستشفى، واعتُقل 45 شخصا. وبثت قناة التليفزيون الخاصة الاحتجاج على الهواء مباشرة، لكن جرى إيقافها في وقت لاحق بسبب ما وصفه الصحفيون «ضغط من الحكومة».
بعد يوم واحد، قام أكثر من 300 محام بالترافع مجانًا أمام شرطة ميريهانا عن المتظاهرين المعتقلين. وقالت مصادر رسمية إن الرئيس راجاباكسا لم يكن موجودا في المنزل أثناء الاحتجاجات. وجاء في بيان لمكتب الرئيس أن «احتجاجات ليلة الخميس تقودها قوى متطرفة على غرار الربيع العربي لزعزعة استقرار البلاد». ووجهت SJB المعارضة الاتهام للحكومة بإرسال موالين للتسلل بين الاحتجاجات وحرق المركبات والقيام بأعمال عنف لتخريبها، مشيرة إلى أن مقاطع الفيديو الخاصة بالاحتجاجات لا تُظهر متظاهرين مسلحين كما تدعي الحكومة.

### أبريل
في 1 أبريل 2022، اضطر شاشيندرا راجاباكسا لعدم حضور احتفال في والاوايا بسبب احتجاجات بالأعلام السوداء. وحضر تشامارا سامباث داساناياكي مكانه لكنه اضطر إلى تغيير المركبات والفرار باستخدام طريق جانبي بسبب قيام المتظاهرين برشقه بالبيض.
طلب مؤتمر الأساقفة الكاثوليك في سريلانكا من القادة السياسيين إنقاذ البلاد حتى لا تكون دولة فاشلة، بينما ألقت جريدة جنانارتا براديبايا، وهي جريدة أسبوعية كاثوليكية، باللوم على الفساد الذي أجبر البلاد على الاقتراض لشراء الضروريات. ألقى الكاردينال مالكولم رانجيث باللوم على القادة السياسيين و«نحن المواطنين الذين سمحنا لأنفسنا باستخدام المصالح السياسية والثقافية الخاصة في اختيار الأشخاص الذين عهدنا إليهم بحكم البلاد ومصيرها طوال هذه السنوات». كما ندد الكاردينال بتصنيف الحكومة للمتظاهرين على أنهم «متطرفون» و«إرهابيون» ووصف الحكومة بأنها غير متعاطفة مع آلام الناس وخوفهم.
في 2 أبريل 2022، أعلن الرئيس جوتابايا راجاباكسا حالة الطوارئ العامة على مستوى البلاد. ومع ذلك استمرت احتجاجات سائقي الحافلات الخاصة في أنورادابورا والنجارين في موراتوا والصيادين في جالي الذين انضموا إلى الاحتجاجات. وفي الساعة 6:00 مساءً من نفس اليوم فُرِض حظر تجول على مستوى الجزيرة لمدة 36 ساعة حتى الساعة 6:00 صباحًا يوم 4 أبريل. تهدف هذه الخطوة إلى تجنب احتجاجات جديدة محتملة. أدى الإعلان المفاجئ عن حظر التجول إلى مسارعة المواطنين لشراء حاجياتهم مما خلق طوابير طويلة خارج المتاجر والصيدليات، وقد بدأوا يرددون شعارات مناهضة للحكومة. بعض الذين يعملون في مناطق بعيدة لم يتمكنوا من العودة إلى منازلهم مما أجبر البعض على النوم في الشوارع. كما انضم بعض المشاهير إلى إدانة الحكومة، حيث اتهم روشان ماهاناما «الحكام غير الأكفاء المتعطشين للسلطة» بالتسبب في الكساد الاقتصادي.
اعتقلت الشرطة ثيسارا أنورودا باندارا، الناشط على وسائل التواصل الاجتماعي التي اشتهر ببدء حملة هاشتاج #GoHomeGota، في 2 أبريل 2022 واحتُجز رهن الاحتجاز لدى وحدة التحقيق الجنائي بشرطة مودارا قبل مثوله أمام المحكمة. اعتُبر أنه قد جرى توقيفه بموجب المادة 120 من قانون العقوبات. كما اندلعت أعمال شغب أمام مقر إقامة عمدة موراتوا سامان لال فرناندو. وقام متظاهرون غاضبون برشق منزل فرناندو بالحجارة مطالبين بالكهرباء. تقع مدينة موراتوا ضمن المقاطعة الإدارية الرئيسية لسريلانكا.
في 3 أبريل 2022، أعلنت هيئة تنظيم الاتصالات (TRC) أن مزودي الخدمة قد حجبوا منصات التواصل الاجتماعي مثل فيسبوك وواتساب وإنستجرام وتويتر ويوتيوب بناءً على طلب من وزارة الدفاع. قدم أوشادا سيناناياكي، رئيس وكالة تكنولوجيا المعلومات والاتصالات في سريلانكا، استقالته بسبب منع وسائل التواصل الاجتماعي، مشيرًا إلى أنه متمسك بأخلاقياته ومبادئه. طلبت لجنة المرافق العامة في سريلانكا (PUCSL) من هيئة تنظيم قطاع الاتصالات ومقدمي الخدمات استعادة جميع منصات وسائل التواصل الاجتماعي فورًا لأن لجنة المرافق العامة أصبحت غير قادرة على إبلاغ المستهلكين بشأن انقطاع التيار الكهربائي الوشيك، لأن الكهرباء تُعد خدمة أساسية. وجرى استعادة الوصول إلى الإنترنت بعد انقطاع دام 15 ساعة.
ووردت أنباء عن احتجاجات متعددة في انتهاكٍ لحظر التجوال. وجرى تنظيم احتجاج واحد قاده حزب SJB بقيادة Sajith Premadasa وSarath Fonseka وPatali Champika Ranawaka في كولومبو حيث منعتهم الشرطة. وكذلك فقد جرى تفريق احتجاج طلاب جامعة بيرادنيا في كاندي بالقوة باستخدام خراطيم المياه والغاز المسيل للدموع.
في 3 أبريل، قدم العديد من وزراء حكومة راجاباكسا استقالتهم. ومن بين الوزراء المستقيلين وزير الرياضة والشباب ونجل رئيس الوزراء ماهيندا راجاباكسا، نامال راجاباكسا، الذي انتقد سابقًا منع الوصول إلى وسائل التواصل الاجتماعي. ومن المقرر أن يُعلن الرئيس الحكومة الجديدة يوم الاثنين. كما استقال وزيران آخران من العائلة هما شامال راجاباكسا وباسل راجاباكسا. واستقال محافظ البنك المركزي أجيث نيفارد كابراال نتيجة الغضب المتزايد.

### مايو
رفع المتظاهرون بقيادة طلاب الجامعة شعار (عودوا إلى المنزل، يا لصوص القرية)، في تظاهراتهم حول مبنى البرلمان السريلانكي في 5 مايو. حيث طالب المتظاهرون باستقالة البرلمان بأكمله وطالبوا عائلة راجاباكسا بإعادة الأموال المسروقة. ورغم هطول الأمطار الغزيرة، حاصر المتظاهرون مبنى البرلمان وصمدوا أمام الغاز المسيل للدموع. واستخدمت الشرطة خراطيم المياه لتدمير الخيام وكشك توزيع المواد الغذائية وحاولت منع الناس من الانضمام إلى الاحتجاجات من خلال تحصين المنطقة. وهتف المتظاهرون بالشتائم ضد نواب المعارضة أثناء مغادرتهم البرلمان واتهموهم بعقد صفقات مع الحكومة.
في 6 مايو 2022، أعلن الرئيس جوتابايا راجاباكسا حالة الطوارئ للمرة الثانية.
في 9 مايو 2022، قدم رئيس الوزراء ماهيندا راجاباكسا استقالته إلى الرئيس.

### يونيو
في 9 يونيو، استقال وزير المالية السابق باسل راجاباكسا من منصبه كنائب عن القائمة الوطنية لكنه وعد بأنه سيتنافس مرة أخرى ويعود. وألقى باللوم في الأزمة الاقتصادية على الناخبين لتصويتهم لصالح راجاباكسا ونفى خروج عائلة راجاباكسا من السياسة وادعى أنه إذا لم تستطع عائلة راجاباكسا حكم سريلانكا، فسوف تستخدم أساليب أخرى للتأثير على الحكم.

### يوليو
في 6 يوليو / تموز، اعتقلت النائبة السابقة هيرونيكا بريماتشاندرا بسبب احتجاجها بالقرب من منزل الرئيس، في كولومبو. وأثار الاعتقال احتجاجا آخر تعرض لهجوم بالغاز المسيل للدموع من قبل الشرطة.
في 9 يوليو، فر الرئيس من مقر إقامته الرسمي في كولومبو قبل أن تتجمع أعداد كبيرة من المتظاهرين في شارع تشاتام، بالقرب من منزل الرئيس، مطالبين باستقالته على الفور. وتمكن المتظاهرون من اقتحام المقر الرئاسي على الرغم من حواجز الشرطة وهجمات الغاز المسيل للدموع. كما اقتحم المتظاهرون المقر الرسمي لرئيس الوزراء، كما وتجمعوا حول مقر الإقامة الخاصة لرئيس الوزراء رانيل ويكرمسينغ الذي أعلن في وقت لاحق أنه على استعداد للتنحي من منصبه.

## ردود الفعل

### الحكومة
بعد الاحتجاج أمام منزل الرئيس، وصفت حكومة سريلانكا المتظاهرين بـ «الإرهابيين» وألقت باللوم على «الجماعة المتطرفة» في التحريض على أعمال الشغب. في أعقاب الاحتجاج على مستوى البلاد، أعلنت حكومة راجاباكسا حالة الطوارئ لمدة 36 ساعة والتي استمرت من مساء يوم 2 أبريل 2022 حتى 4 أبريل 2022 صباحًا. وجاء في إعلان الرئيس أن فرض حالة الطوارئ يصب في مصلحة «الأمن العام وحماية النظام العام والحفاظ على الإمدادات والخدمات الضرورية لحياة المجتمع». وانتشر العشرات من رجال الشرطة السريلانكية في الميدان الرئيسي في كولومبو لمنع المتظاهرين من التجمع. منعت وزارة الدفاع السريلانكية أيضًا الوصول إلى العديد من وسائل التواصل الاجتماعي وذلك مع تصاعد الانتقادات العامة ضد عائلة راجاباكسا الحاكمة. ومع ذلك، قال وزير الرياضة والشباب نامال راجاباكسا إن فرض حظر الإنترنت «عديم الفائدة تمامًا» لأن الشبكات الافتراضية الخاصة كانت متوفرة على نطاق واسع. وقد جرى استعادة الوصول إلى الإنترنت بعد 15 ساعة من حظره.

### المعارضة
قوبل تعامل الحكومة مع الاحتجاجات بالنقد والإدانة من العديد من السياسيين المعارضين. حيث ندد م. أ. سومانثيران، النائب المعارض عن التحالف الوطني التاميل، بتعامل الحكومة مع الاحتجاجات ودعا الرئيس جوتابايا راجاباكسا إلى الإلغاء الفوري لهذه الإجراءات في الجريدة، كما حثَّ سومانثيران أعضاء البرلمان على رفض إقرار حالة الطوارئ. وقال هارشا دي سيلفا النائب عن حزب SJB إن الحكومة فقدت شرعيتها بسبب سوء إدارة أزمة الديون في البلاد. ووصف زعيم المعارضة ساجيث بريماداسا حالة الطوارئ بأنها غير دستورية وأدان الحكومة لانتهاكها القانون.